# Wuyue Shuiku
Wuyue Shuiku (kinesiska: 五岳水库) är en reservoar i Kina. Den ligger i provinsen Henan, i den centrala delen av landet, omkring 340 kilometer söder om provinshuvudstaden Zhengzhou. Wuyue Shuiku ligger 87 meter över havet. Arean är 7,9 kvadratkilometer. Trakten runt Wuyue Shuiku består till största delen av jordbruksmark. Den sträcker sig 6,2 kilometer i nord-sydlig riktning, och 5,0 kilometer i öst-västlig riktning.
Genomsnittlig årsnederbörd är 1 378 millimeter. Den regnigaste månaden är juli, med i genomsnitt 253 mm nederbörd, och den torraste är december, med 18 mm nederbörd.